# Хино (река)
Не путать с рекой Хино в префектуре Сига, впадающей в озеро Бива.
Хино (яп. 日野川 хиногава) — река в Японии на острове Хонсю. Протекает по территории префектуры Тоттори.
Исток реки находится под горой Микуни-Яма (высотой 1004 м) на территории посёлка Нитинан. Хино течёт по горным долинам до Кисимото (часть посёлка Хоки), ниже которого она протекает по равнине через Йонаго и Хиэдзу, образовывая дельту, и впадает в бухту Михо-Ван Японского моря.
Длина реки составляет 77 км, на территории её бассейна (870 км²) проживает около 60000 человек. Согласно японской классификации, Хино является рекой первого класса.
С первой пловины XVII века горы в верховьях Хино стали важным центром выплавки железа из железного песка в печах татара. Для добычи песка использовалась технология канна-нагаси (яп. 鉄穴流し): на склоне горы прокапывали каналы, в которые ссыпалась выветрившаяся железосодержащая порода. После этого по каналу пускали воду, уносившую землю и пустую породу, в то время как железный песок оседал в канале. В результате река несла большой объём отложений. Считается, что накопление осадка сыграло важную роль в формировании равнины Йонаго и полуострова Юмигахама, отрезавшего залив Накауми от моря и превратившего его в солоноватое озеро. Кроме того, накопление осадка приводило к частным наводнениям, что привело к возникновению движения против применения данной техники в эпоху Мэйдзи.
Для Хии и её притоков характерны такие растения, как ива, горец перечный, тростник японский и мискантус сахароцветный. 
Около устья в реке водятся морские рыбы, например японский полурыл, азиатский паралихт и японский морской окунь (Lateolabrax japonicus). Кроме того, в низовьях живут Rheopresbe kazika, кета, аю. В среднем течении обитают такие редкие виды, как Coreoperca kawamebari и ханкинские горчаки (Acheilognathus tabira erythropterus), а в верховьях — сима. 
Из млекопитающих у реки встречаются мышь-малютка и зайцы, из земноводных - поющая бюргерия и японская исполинская саламандра. Из птиц можно встретить перелётного американского лебедя, а у устья - малую крачку.
Многие притоки реки начинаются на склонах горы Дайсен, главными из них являются Бэссё, Оэ, Сирами, Коэби, Фунатами и Матано; в них водятся гигантские саламандры.